# سي أ باستيا
سيركل أثليتيك باستيا (بالفرنسية: Cercle Athlétique Bastiais)‏ نادي كرة قدم فرنسي يلعب في دوري الدرجة الثالثة الفرنسي. تم تأسيس النادي في عام 1920.

## روابط خارجية
- CA Bastia